# NGC 3358
NGC 3358 (również PGC 31974) – galaktyka spiralna z poprzeczką (SB0-a), znajdująca się w gwiazdozbiorze Pompy. Odkrył ją John Herschel 2 lutego 1835 roku.